# Toyota Succeed
Der Toyota Succeed ist ein Pkw-Modell der Kompaktklasse, das vom japanischen Hersteller Toyota zwischen 2002 und 2020 gebaut wurde. Der Succeed ist ein ausschließlich mit fünf Türen und Front- oder Allradantrieb erhältlicher Kombi. Auf dem Verkaufsmarkt des Wagens in Japan war ein 1,5-Liter-Ottomotor in zwei Ausbaustufen erhältlich. Dieser ist entweder mit einem Fünfgang-Schaltgetriebe oder eine Vierstufen-Automatikschaltung gekoppelt. Im Produktangebot des Herstellers war er zwischen dem nahezu baugleichen, aber kürzeren Toyota Probox und dem Toyota Noah platziert.
Unauffälliges und geradliniges Design bestimmen das Äußere des Fahrzeugs, welches auf gewerbliche Kunden zugeschnitten ist. Auf derselben Plattform wie der des Succeed gibt es außerdem den einfachen und zehn Zentimeter kürzeren Toyota Probox, welcher speziell für den Lieferservice ausgelegt ist.
Ottomotoren:
- 1,5-l-Reihenvierzylinder mit 1496 cm³ Hubraum, 77 kW (105 PS) bei 6000/min und 138 Nm bei 4200/min (mit Allrad 4WD)
- 1,5-l-Reihenvierzylinder mit 1496 cm³ Hubraum, 80 kW (109 PS) bei 6000/min und 141 Nm bei 4200/min (mit Frontantrieb 2WD)

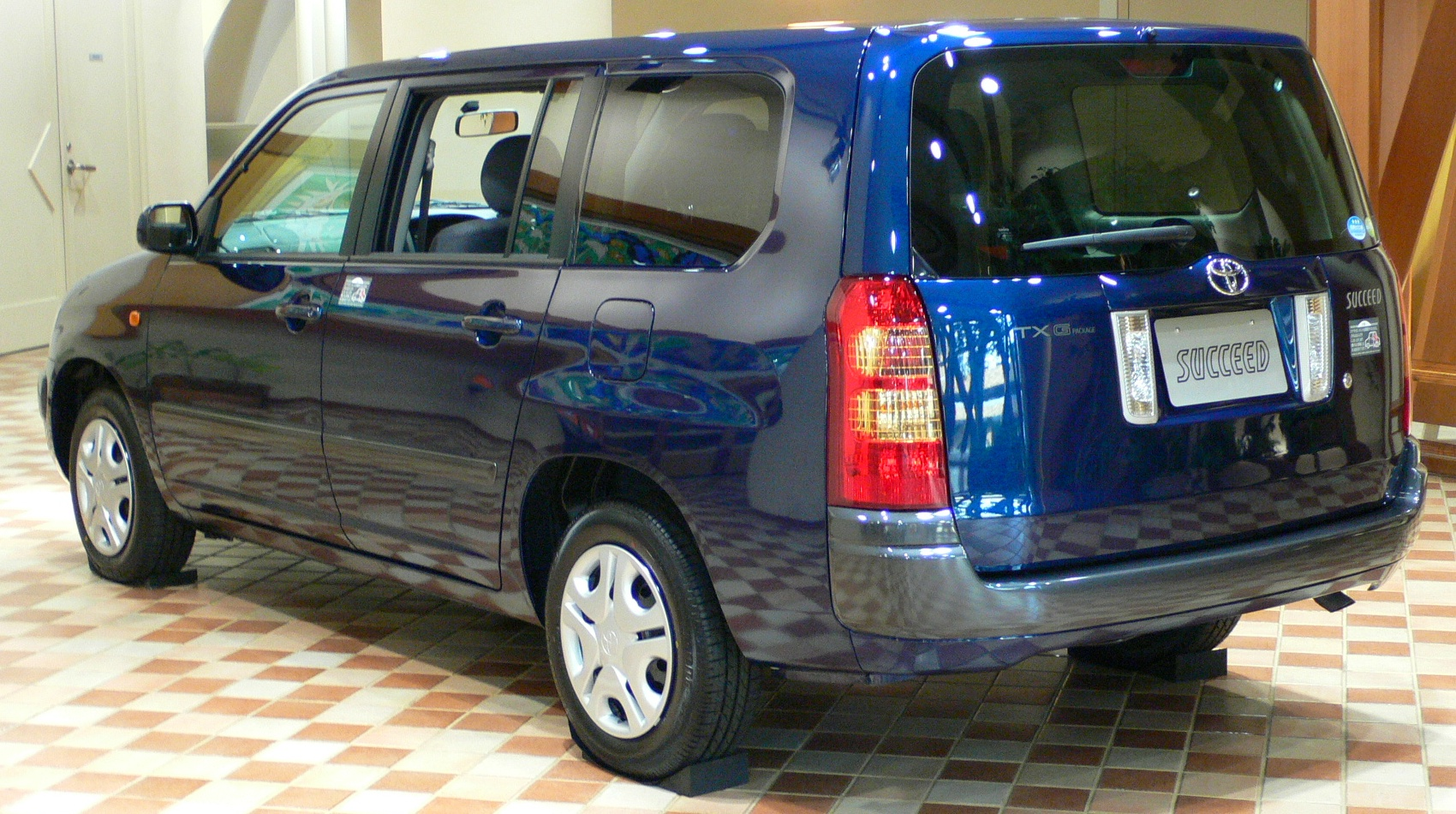
Sachlich gestaltetes Heck
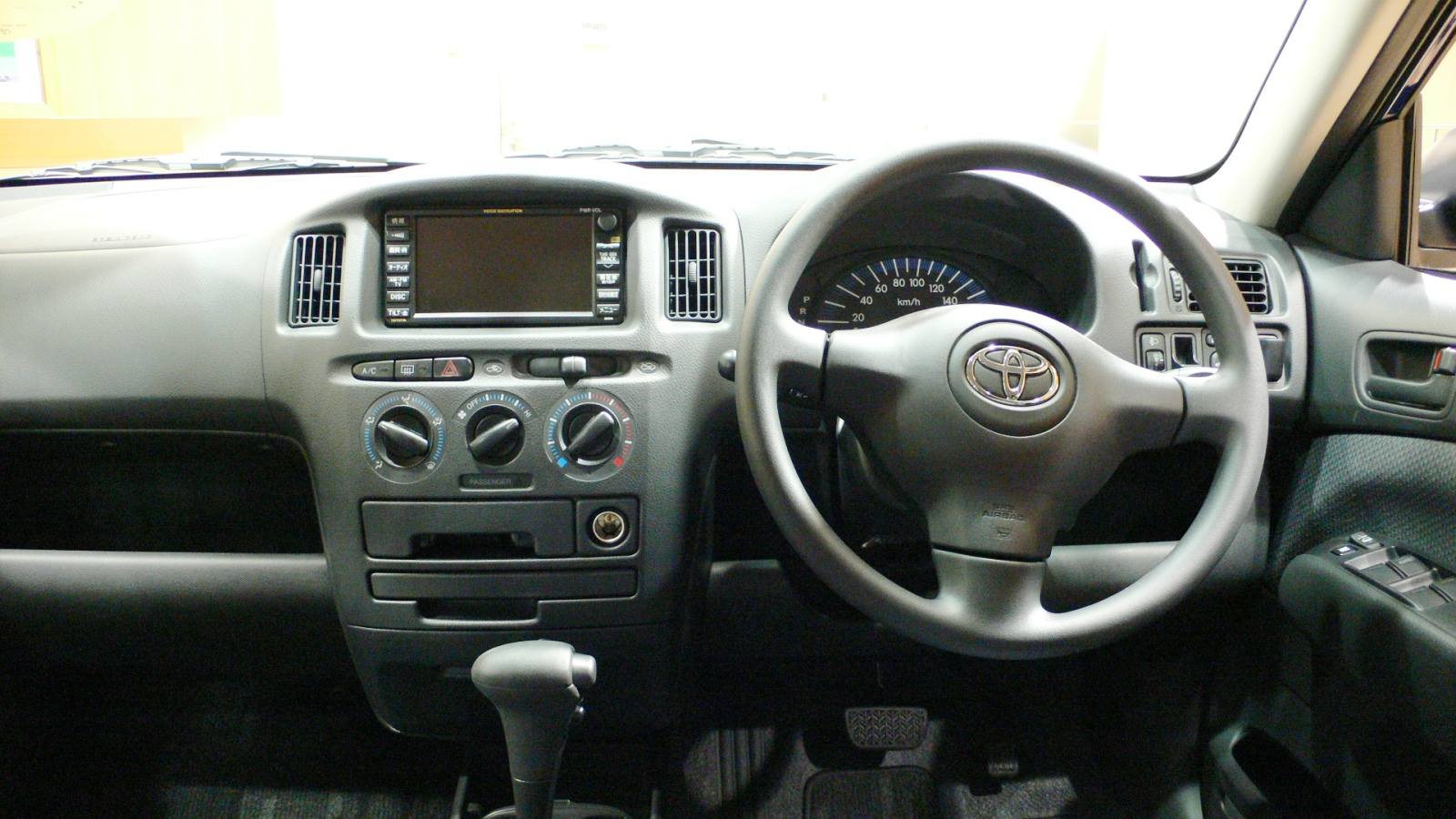
Zweckmäßiger Innenraum